# فرانك سيربيكو
فرانسيسكو فنيست «فرانك» سيربيكو (ولد في 14 أبريل عام 1936م) هو ضابط شرطة متقاعد كان يعمل في شرطة نيويورك، يحمل الجنسيتين الأمريكية والإيطالية. عُرف عنه أنه مُبلغ عن مخالفات تتعلق فساد رجال الشرطة في أواخر الستينيات وبداية السبعينيات ما دفع عمدة نيويورك جون ليندسي إلى تشكيل «لجنة القتضي ناب» للقيام بتحقيق مع إدارة شرطة نيويورك (لجنة ناب  تقوم بالتحقيق بالمزاعم فساد الشرطة برئاسة القاضي ويتمان ناب)، أتت شهرة سيربيكو بعد إصدار فيلم سيربيكو عام 1973م، الذي أستند إلى كتاب بيتر ماس وبطولة النجم آل باتشينو في دور البطولة، والذي رشح لنيل جائزة أوسكار.

## بدايته وتعليمه
ولد سيربيكو في مدينة بروكلين عام 1936م، ويعتبر الطفل الأصغر للأب فيتشنزو والأم مارية جيوفانا سيربيكو، والداه كانا مهاجرين إيطاليين من مدينة ماريليانو الإيطالية. تطوع في الجيش الأمريكي بعمر 17 عاما ً، ورابط عامين في كوريا الجنوبية كجندي مشاة، ثم عمل بدوام جزئي كتحرٍ خاص ومستشار الشباب عندما كان يدرس في كلية بروكلين.

## المهنة

### إدارة شرطة نيويورك
ألتحق سيربيكو بإدارة شرطة نيويورك (NYPD) في سبتمبر 1959م، كشرطي  تحت التجربة. وأصبح شرطي بشكل كامل في مارس عام 1960م، وكُلف بالعمل في منطقة شارع 81. ثم عمل كشرطي لمكتب تحديد الهوية الجنائية (BCI) لسنتين. وكلف بالعمل دائما بملابس مدنية، حيث كشف الفساد على نطاق واسع.  
وكان سيربيكو ضابط شرطة بزي مدني ويعمل في منطقة بروكلين ومنطقة برونكس لفضح رذيلة الابتزاز. أثبت سيربيكو بدليل موثوق فساد الشرطة بشكل ممنهج وعلى نطاق واسع، وذلك في عام 1967م. ولم يقم بعمل شئ  حيال ذلك حتى قابل ضابط شرطة آخر يدعى ديفيد دورك الذي ساعده. وكان لدى سيربيكو إيمان بأن زملائه يعلمون بشأن مقابلاته السرية مع محققو الشرطة. وفي النهاية، ساهم بجذب الانتباه إلى مشكلة الفساد المسشتري بإدارة شرطة نيويورك وذلك في الصفحة الأولى من صحيفة نيويورك تايمز.  قام المحافظ  جون ليندسي بتعيين لجنة مؤلفة من خمس اشخاص للتحقيق باتهامات فساد الشرطة. وسُمي الفريق المشكل  ب (لجنة ناب) بعد أن أصبح تحت رئاسة القاضي ويتمان ناب.

#### إطلاق نار وإهتمام الرأي العام
أُطلق النار على سيربيكو في محاولة القبض على مهرب مخدرات في 3 فبراير  عام 1971م في منطقة دريغز افينيو في ويليمزبرغ، بروكلين. كان أربع ضباط من شمال بروكلين قد إستلموا معلومات تفيد بأن إتمام الاتفاق مع المهرب سوف يتم. وكانا الشرطيان: غاري روتمان وارثر سيزاري  بالخارج، بينما الثالث بول هالي وقف امام الشقة، فقام سيربيكو بالقفز على سلم النجاة، ودخل من باب السلم، وذهب إلى الطابق السفلي وأستمع إلى كلمة السر ثم تتبع مشتبهين اثنين في الخارج. 
وتم إلقاء القبض على الشباب المشتبه بهم. وعثر مع أحدهم على كيسين من الهيروين. وبقي هالي مع المشتبهين، وابلغ روتمان  سيربيكو الذي يتحدث الإسبانية  بالقيام بالشراء الوهمي لمحاولة جعل تجار المخدارات يقومون بفتح باب الشقة. هبطت الشرطة إلى الدور الثالث. وطرق سيربيكو الباب واضعا ً يديه على مسدسه. وفتح الباب قليلاً بمقدار بوصات وبعيدا ً بما يكفي لحشر جسده. أستدعى سيربيكو لمساعدة، ولكن زملائه الضباط تجاهلوه.  
أطلق المشتبه النار على سيربيكو في وجهه  بمسدس عيار LR 22 ، وضربت الرصاصة فقط اسفل العين وسكنت في أعلى الفك. قام سيربيكو بالرد بإطلاق الرصاص وسقط على الأرض وبدأ ينزف بغزارة. رفض زملائه إرسال رمز الاستغاثة  "10-13" لإبلاغ مركز قيادة الشرطة بتعرض شرطي لإطلاق نار. وقام رجل كبير السن يسكن في الشقة المجاورة بالاتصال بالإسعاف وأفاد بأن هناك رجل تعرض للإطلاق بالنار وبقي الرجل مع سيربيكو حتى وصولهم. وعند وصول سيارة الشرطة لم يدركوا  بأن سيربيكو شرطي  زميل لهم، وقاموا بنقله إلى سيارة الدورية ثم إلى مستشفى غرين بوينت.  
اثرت الرصاصة بشدة على العصب السمعي  لسيربيكو، وجعلته اصما ً في أذن  واحدة.وعانى من الآلآم مزمنة من شظايا الرصاص التي استقرت في دماغه.وقام بزيارته بعد حادثة إطلاق النار المحافظ جون في.ليندساي، ومفوض الشرطة باتريك في.ميرفي، وكانت هناك مضايقات من قبل قسم الشرطة للتفتيش سريره كل ساعة.ونجا وأدلى بشهادته أمام لجنة ناب.  
يبرز سؤال مهم في ظل الظروف التي احاطت بإطلاق النار على سيربيكو. حيث كان سيربيكو مسلحا ً خلال مداهمة تجار المخدرات وبعد فترة وجيزة أبتعد عن المشتبه به عندما أدرك بأن الضباط الأثنان كانوا بصحبته  في الموقع لم يتبعوه إلى الشقة، ما اثار التساؤل ما إذا كان حقيقة  قد تم إستدراج سيربيكو لقتله من قبل زملائه. ولم تكن هناك تحقيقات رسمية بهذا الشأن.    
 ونشرت مجلة نيويورك ميترو مقالة عن سيربيكو وعنونتها «بورتيه لشرطي نزيه» وذلك في 3 مايو من عام 1971م.وادلى سيربيكو بشهادته في المحكمة الإدارية في 10 مايو من عام 1971 م، بشأن ضابط ملازم من في شرطة نيويورك أتُهم بأخذ رشاوي من مقامرين.

#### شهادته أمام لجنة ناب
أدلى سيربيكو بشهادته في أكتوبر ومرة أخرى في ديسمبر عام 1971م قبل البدء بلجنة ناب.    
وكان سيربيكو أول ضابط شرطة في تاريخ إدارة  شرطة  نيويورك  يخطو إلى الأمام للإبلاغ ولاحقا ً يدلي بشهادته علنا ً عن دفع الرشاوي الممنهجة على نطاق واسع تصل إلى الملايين من الدولارات. 

#### التقاعد والنشاط
تقاعد فرانك سيربيكو في 15 يونيو من عام 1972م بعد شهر واحد من تكريمه من قبل إدارة شرطة مدينة نيويورك بأعلى وسام، وسام الشرف .ولم يكن هناك احتفال، وفقا ً لسيربيكو حيث أستلمها ببساطة على المكتب «كمن يستلم علبة سجائر»   وذهب إلى سويسرا للتعافي وعاش ما يقارب عقد من الزمان هناك وعلى مزرعة في هولندا وكذلك السفر والدراسة.
 وعندما قُرر صنع فيلم سينمائي عن حياته ويدعى سيربيكو، قام  آل باتشينو بدعوة  سيربيكو أن يبقى معه في المنزل الذي استأجره في مونتك، نيويورك.وعندما سأله أل باشتينو، لماذا تقدمت للإمام، رد سيربيكو «حسنا ً، آل.لا أعلم.اعتقد ارغب بقول بان ذلك بسبب.. لو لم افعل، ماذا سوف اكون عندما سمعت لمقطع موسيقي؟»   ويعود الفضل لجده الذي تعرض للاغتيال والسرقة  وإلى عمه الذي كان شرطي محترم في إيطاليا  ولديه حس بالعدالة.   
ومازال سيربيكو يتحدث ضد فساد، وعنف الشرطة، وضعف حريات المدنية والممارسات الفاسدة في إنفاذ القانون، مثل المزاعم بشأن التكتم المستمرة عن تعذيب أبنر لويما التي حدثت في عام 1997 م وإطلاق نار على  أمادو ديالو في عام 1999م.  ويقوم بتوفير الدعم «للأفراد الذين يتطلعون للحقيقة والعدالة حتى لو تطلب مواجهة مخاطر شخصية كبيرة» ويلقبهم سيربيكو «مشعلو القنديل»  مصطلح يفضله أكثر من «كاشف الفساد» المصطلح الذي يقود إلى تنبيه الرأي لعام للمخاطر، ويعود الفضل إلى بول ريفير  الذي عملها خلال حرب الاستقلال الأمريكية.
أجرى سيربيكو مقابلة مع مجلة بوليتيكو في أكتوبر عام 2014 م بعنوان «مازالت الشرطة خارج السيطرة... ينبغي أن أعرف»، وتحدث عن قضايا معاصرة  من عنف الشرطة.  
وأعلن سيربيكو في 2015 بانه كان مرشحا ً لشغل مقعد في مجلس مدينة ستويفيسانت، نيويورك، المكان الذي يقيم فيه، في أول مشاركة في السياسة. 
يظل تصرفاته من بين ضباط الشرطة مثاراً للجدل،  ولكن افاد بذلك يوجين اودونيل البروفيسور في الدراسات العسكرية  بكلية جون جاي  للعدالة الجنائية «بأن سيربيكو أصبح في كل عام يمر شخصية بطولية.» 

### التأثير على إدارة شرطة نيويورك
نتيجة لجهود سيربيكو، كان هناك تغيير جذري في إدارة شرطة نيويورك.ولاحظ مايكل ارمسترونج في عام 2012 م وكان مستشارا ً في لجنة ناب، وأصبح رئيس لجنة المدينة لمكافحة فساد الشرطة ذلك «يبدو ان الموقف في جميع أنحاء الإدارة معادي  أساسا ً لنوع من الفساد الممنهج الذي يعد وسيلة حياة ما يقارب  40 عاما ً»  

## حياته الشخصية
تزوج سيربيكو اربع مرات.وكان قد تزوج ماري آن ويلير في عام 1957م، وتطلقا عام 1962م.وتزوج ليزلي لين في عام 1963م وهي زميل دراسة بالكلية، وتطلقا في 1965م. وتزوج لوري يونغ في عام 1966 م، ولكنهم تطلقا في عام 1969م.ترك سيربيكو إدارة شرطة نيويورك  والولايات المتحدة  في 15 يونيو  عام 1972م، وانتقل إلى أوروبا.  وتزوج إمراة من أصول هولندية اسمها مارياني وذلك في عام 1973م، التي كانت زوجته الأخيرة، ماتت من السرطان في عام 1980م .قرر أن يعود إلى الولايات المتحدة بعد ذلك . ابنه والطفل الوحيد أليكسندر، ولد في 15 مارس من 1980م . 
سلمت القسم الأمريكي من (الرابطة الوطنية للشرطة الإيطالية) ANPS  سيربيكو  جائزة «القديس الملاك مايكل»  وهي جائزة رسمية من شرطة الإيطالية برعاية وزارة الداخلية الإيطالية .وأصبح فرانسيكو سيربيكو مواطن إيطالي الآن: خلال نفس الحفل، أستلم أول جواز سفر إيطالي بعد بحث موسع من قبل الرئيس ANPS USA  هو كبير مفتشي (سيرلي) الذي قام بتأسيس ما يعرف بقانون الدم (Jus sanguinis)، ما يتيح  له الحصول على الجنسية الإيطالية. 

## في الثقافة العامة
- كتاب السيرة الذاتية (سيربيكو) للمؤلف بيتر ماس [15][16] بيع منها أكثر 3 ميلون نسخة . [17]
- قد تم تبني السيرة الذاتية لسيناريو فيلم بعنوان «سيربيكو» عام 1973م، وأخرجه سيدني لوميت وبطولة آل باتشينو الذي قام بدور سيربيكو . [16]
- ومثل ديفيد بيرني بدور سيربيكو في عام 1976م في فيلم تلفزيوني بمسمى سيربيكو: اللعبة المميتة (أيضا ً تعرف  «اللعبة المميتة») وتعرض على قناة NBC .
- وقادت قناة فNBC فيلم تلفزيوني سلسلة قصيرة المدة  «سيربيكو» في الخريف القادم على نفس الشبكة .

## روابط خارجية
- Google blog
- ———، Whistleblowers (audio documentary and interview)، Ireland: RTÉ .
- ——— (July 25، 2003)، "Protecting Our Civil Liberties – the Core of Democracy"، Civil Liberties Conference نسخة محفوظة 23 نوفمبر 2008 على موقع واي باك مشين. (MP3) (Keynote address)، Trap rock peace .
- ——— (July 26، 2003)، "Answers questions"، Civil Liberties Conference نسخة محفوظة 9 أكتوبر 2007 على موقع واي باك مشين. (MP3 audio)، Trap rock peace .